# Hubanur, Bijapur
Hubanur là một làng thuộc tehsil Bijapur, huyện Bijapur, bang Karnataka, Ấn Độ.